# الیزابت کوک، لیدی راسل

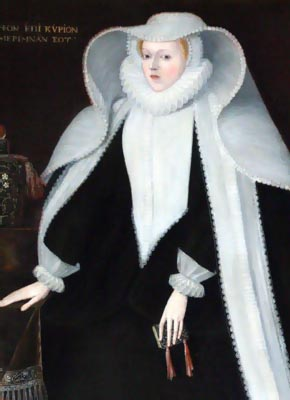
پرتره الیزابت راسل، آویخته در تالار بزرگ در بیسهام ابی، برکشایر، انگلستان.

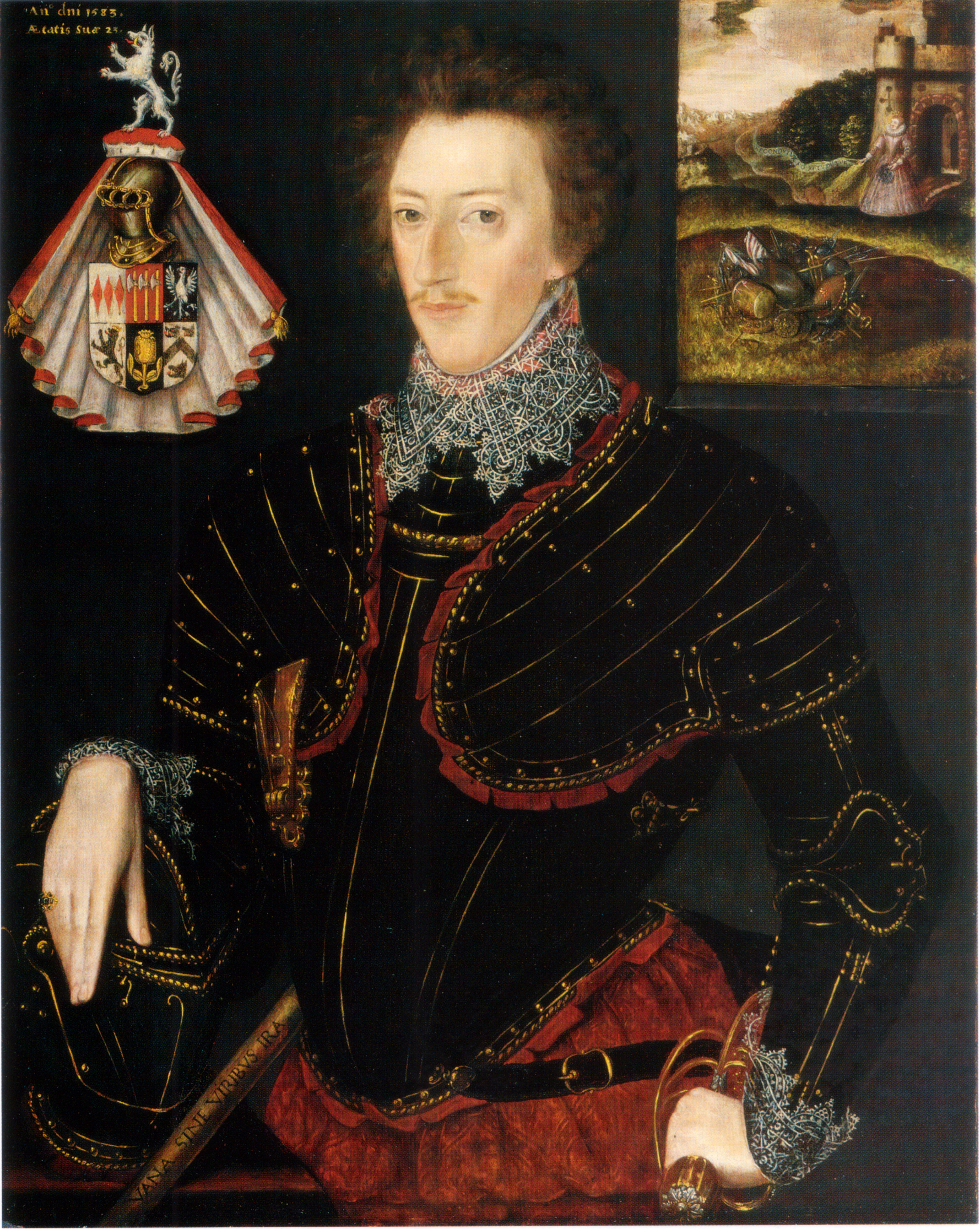
پرتره سر ادوارد هوبی توسط یک هنرمند ناشناخته، ۱۵۸۳

الیزابت راسل، لیدی راسل (کوک؛ قبلاً هوبی؛ ۱۶۰۹–۱۵۲۸) یک بانوی نجیب‌زاده انگلیسی بود. او عضوی تأثیرگذار در دربار ملکه الیزابت اول بود که در زمان خود به دلیل اشعار ناب و همچنین استعداد موسیقی‌اش شناخته می‌شد.در سال ۱۵۹۶، او مخالف علنی بازسازی تئاتر بلک‌فرایرز در لندن بود.

## زندگی
او سومین دختر آنتونی کوک، معلم ادوارد ششم، بود که در گیده هال، اسکس، به دنیا آمد. کوک چهار دختر خود را به نحوی تربیت کرد که برای آن دوران از سطح بالایی برخوردار بودند. خواهر الیزابت آن بیکن یک ادیب برجسته شد و الیزابت نیز در زبان‌های لاتین و فرانسه مهارت داشت.
اولین ازدواج الیزابت در ۲۷ ژوئن سال ۱۵۵۸، با توماس هوبی، اهل بیسهام ابی، برکشایر بود که به عنوان مترجم کتاب The Book of the Courtier نوشتهٔ بالداساره کاستیلیونه، به زبان انگلیسی شناخته می‌شود. توماس در مارس ۱۵۶۶ مفتخر به لقب شوالیه و به سمت سفیر انگلیس در فرانسه منصوب شد و این زوج به پاریس نقل مکان کردند. توماس هوبی در ماه ژوئیه در آنجا درگذشت. الیزابت نامهٔ تسلیت پر مهری را از ملکه الیزابت اول دریافت نمود.
الیزابت از توماس هوبی صاحب چهار فرزند شد: ادوارد (۱۶۱۵–۱۵۶۰)، دو دختر که هر دو در کودکی در ۱۵۱۷ جان سپردند، و پسر دیگرش پس از مرگ توماس هوبی به نامThomas Posthumus (۱۵۶۶–۱۶۴۰به دنیا آمد. الیزابت یک نمازخانهٔ یادبود برای همسر درگذشته خود در کلیسای بیسهام برکشایر بنا کرد.
الیزابت دوباره در ۱۵۷۴ با جان، لرد راسل (درگذشته ۱۵۸۴) ازدواج کرد. جان پسر ارشد باقیمانده و وارث فرانسیس راسل، ارل دوم بدفورد بود. ثمرهٔ این ازدواج دو دختر بود، آن و الیزابت. به روایتی تأیید نشده او پسری هم داشت که با او بخاطر کندذهنی در درس و رج زدن مشق‌هایش آنقدر بدرفتاری می‌کرد که درگذشت. طبق این روایت روح آن پسر در بیسهام ابی سرگردان است. درگذشت جان راسل در ۱۵۸۴، قبل از مرگ پدرش، امکان ملقب شدن به کنتس بدفورد را از الیزابت سلب کرد.
الیزابت بخاطر مناسباتی که از طریق برادرشوهرش ویلیام سسیل، لرد بورگلی، و پسر او رابرت سسیل با دادگاه‌ها داشت، توانست احکام قضایی را به نفع خود و دوستانش تغییر دهد. پسرش توماس پوستموس نیز دستیار بورگلی شد.
او مدتی مورد توجه ملکه بود و در تابستان ۱۵۹۲، به مدت شش روز از ملکه در بیسهام ابی پذیرایی نمود و شورای پریوی (شورای محرمانه) نیز همان‌جا برگزار گردید. مشهور است ملکه مادرخواندهٔ دو فرزند الیزابت بود. اما او در ۱۵۹۵ متوجه شد که تنها در کلیسا می‌تواند ملکه را ببیند. اما از ژوئن ۱۶۰۰ به بعد که ملکه در عروسی دختر او در بلک فرایرز حضور پیدا کرد، الیزابت دوباره مورد توجه ملکه قرار گرفت.
الیزابت به حمایت از موسیقی‌دانان شهره بود، یکی از برجسته‌ترین آنها جان داولند آهنگ‌ساز بود. او همچنین کتابی مذهبی را ترجمه کرد (انتشار در ۱۶۰۵). این کتاب از فرانسه ترجمه شده بود و برگرفته‌ای بود از کتیبه‌های آرامگاهی به زبانهای یونانی، لاتینی و انگلیسی. با این حال، وی همچنان با بازسازی تئاتر بلک‌فرایرز در ۱۵۹۶ مخالفت می‌کرد، از آنجایی که یک پیوریتن متعصب بود، تئاتر زنده را تأیید نمی‌کرد. دادخواستی را نیز علیه تئاتر جدید تنظیم کرد. همان‌طور که کریس لاوتاریس در یادداشت‌های خود از درگیری‌های محله اشاره می‌کند، بلک‌فرایرز برای «اعیان‌ها» بود. برخی از امضاکنندگان دادخواست او، شرکای شکسپیر بودند. در نهایت، نقشهٔ وی با شکست مواجه شد.
راسل با ملاکان رقیب در بدفوردشایر از هر نظر متمردانه برخورد می‌کرد؛ تمردی که گاه با ربوده شدن و از پا آویزان شدن و اجبار به جعل سند آنها همراه می‌شد. به نظر می‌رسد او زنی بلندپرواز بود که در کسب و حفظ املاک خود از چیزی فروگذار نمی‌کرد. لازم است ذکر شود که او تنها زنی بود که قلعهٔ خود را در انگلستان حفظ نمود.
او بعدها وارد امور دعاوی و پیگیری شکایات قانونی شد که همیشه در این کار موفق نبود. وی در خانه خود در بیسهام، برکشایر درگذشت و در «نمازخانهٔ هوبی» در کلیسای مقدسین، بیسهام به خاک س‍رده شد. یک بنای یادبود باشکوه به احترام او در آن محل بر پا گشته‌است.